# Åsa Westlund
Åsa Westlund (Anderstorp, 19 maggio 1976) è una politica svedese, eurodeputata per il Partito Socialdemocratico Svedese dal 2004 al 2014 e deputata al Parlamento dal 2014.

## Biografia
Esponente del Partito  Socialdemocratico Svedese, alle elezioni europee del 2004 è stata eletta eurodeputata, e riconfermata poi nel 2009.
Nel 2014 è stata eletta deputata al Riksdag,, ha mantenuto il suo seggio anche nel 2018..
Dal 2020 è presidente del distretto del Partito socialdemocratico della contea di Stoccolma. Westlund ha anche avuto diversi incarichi politici municipali e di contea. Dal 2014 è membro del consiglio comunale di Haninge.

## Vita privata
Åsa Westlund vive nel comune di Haninge nella contea di Stoccolma ed è sposata con il caporedattore politico di Aftonbladet Anders Lindberg.